# 印欧语系
印欧语系（英語：Indo-European languages），全稱印度—歐羅巴語系，是世界上分布最广泛的语系。欧洲、南亚、美洲和大洋洲的大部分国家都采用印欧语系的语言作为母语或官方语言。印欧语系包括443种（SIL統計）語言和方言，母語使用人口有約32億。

## 特点
印欧语系各语言原来都是屈折语，原始的印欧语的名词有3个性，3个数和8个格的变化（例如梵语这个特点保存得完好）；广泛利用词缀和詞幹元音音变来表达语法意义；名詞和大部分形容词有格、性和数的变化；动词有时态、语态和语体的变化，主语和动词在变化中互相呼应。另外，印欧语系各语言的词都有重音。
但是许多语言，例如英语形态已经简化，向分析语转化。此外，像法語和保加利亞語的語法規則也開始簡化。

### 顎音類和噝音類語言
颚-咝音同言线是将印欧语系进行划分的主要标准之一，它根据原始印欧语中三组软颚音在后继语言中的转化，将印欧语系划分为颚音类语与咝音类语两类。

## 分类

### 下屬語族
- 日耳曼语族：來自原始日耳曼語。最早書面材料來自公元二世紀左右的盧因字母文獻，而最早的連貫文獻則來自公元四世紀的哥特語。古英語的書寫傳統則可追溯至公元八世紀。該語支較重要的語言有英語、弗里斯兰语、德語、荷蘭語、低地蘇格蘭語、丹麥語、瑞典語、挪威語、南非語、意地绪语、低地德语、冰島語、法羅語等。
- 意大利语族：最早記錄可追溯至公元前七世紀，包括古老的法利斯克語、奧斯坎-翁布里亞語支、拉丁語等。拉丁語後來甚至演化出羅曼語族，包含西班牙語、法語、葡萄牙語、意大利语、羅馬尼亞語、加泰羅尼亞語等現代語言。
- 凯尔特语族：來自原始凱爾特語。最早的書面材料來自公元前六世紀。南阿爾卑高盧語最早可以追溯至公元前六世紀、凱爾特伊比利亞語則公元前二世紀、原始愛爾蘭語至公元四世紀或五世紀、古威爾士語至公元七世紀。該語族現存的語言有威爾士語、愛爾蘭語、蘇格蘭蓋爾文、布列塔尼语、曼島語、康瓦爾語等。
- 波罗的-斯拉夫语族：多數該語系的支持者認爲該兩語族可以合併[1]，但亦有少部分人認爲兩者之間的相似處實際上是來自語言接觸，而非共同祖源。
  - 斯拉夫語族：源自原始斯拉夫語，最早可以追溯至公元九世紀或更早，最早的書面文獻來自古教會斯拉夫語。該語族的現存語言有保加利亞語、馬其頓語、塞爾維亞-克羅地亞語、捷克語、斯洛伐克语、波蘭語、白俄羅斯語、烏克蘭語、俄語等。
  - 波羅的語族：最早可以追溯至公元14世紀。最近的研究表明，該語族保留了一些原始印歐語的特徵。現存的語言有立陶宛語和拉脫維亞語。
- 印度-伊朗语族：最早的文獻來自公元前14世紀，原始印度-伊朗語最早甚至可以追溯至公元前3000年。
  - 印度-雅利安语支：最早可追溯至公元前1400年的小亞細亞赫梯語，文獻中發現了一些印度-伊朗語族詞彙[2][3]。最早的碑文爲公元前三世紀的阿育王詔書，以普拉克里特語寫成。梨俱吠陀（以吠陀梵語寫成）被認爲記錄了源自公元前2500年的口頭傳統。現存的語言有印地語、孟加拉語、馬拉地語、西旁遮普語、烏爾都語、古吉拉特語、奧里亞語、東旁遮普語、博杰普爾語、邁蒂利語、信德語、阿瓦德語、尼泊爾語、阿薩姆語等。
  - 伊朗語支：最早的書面記錄來自公元前1000年的阿維斯陀語。最早的碑文爲古波斯語寫成的貝希斯敦銘文。現存的語言有波斯語、普什圖語、庫爾德語等。
- 希腊语族：來自原始希臘語。最早的零碎文獻來自公元前1450年至1350年的邁錫尼希臘語[4]。荷馬的書寫文獻可以追溯至公元前八世紀。
- 阿尔巴尼亚语族：最早可以追溯至公元13世紀[5]。原始阿爾巴尼亞語可能來自於伊利里亞語[6]，但目前支持該理論的證據依然不足。[7]
- 亚美尼亚语族：最早可追溯至公元五世紀。
- 安那托利亞語族：滅絕於古典時期晚期，其時主要流通於小亞細亞。該語支的最早記錄可以追溯至赫梯帝國時期的阿卡德語（屬亞非語系）文獻（公元前20世紀至19世紀）。最早的赫梯語文獻可以追溯至公元前1650年[8][9]。
- 吐火罗语族：被認爲於西伯利亞南部的阿凡納謝沃文化有關。[10]最早的文獻記錄來自公元六世紀至九世紀。但在公元10世紀時因古突厥語的壓迫而消亡。
- 其他尚未分类語言：
  - 伊利里亚语（Illyrian，语族不明，或自成一语族，xil)
  - 弗里吉亚语（可能为古巴尔干语族，或自成一语族，xpg)
  - 达契亚语（Dacian，或与色雷斯语，构成色雷斯语族，xto)
  - 色雷斯语（或与达基亚语，构成色雷斯语族，txh)
  - 艾利米亚语（Elymian，xly)
  - Liburnian（xli）
  - 卢西塔尼亚语（Lusitanian，或被归入凯尔特语族，大陆凯尔特语支，xls)
  - 梅萨比语（cms)
  - 西库尔语（古西西里语，Sicel，scx)
  - 威尼托语（xve)

## 演變

### 本源

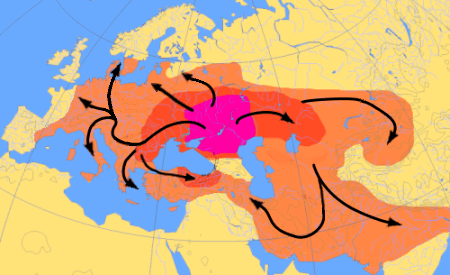
图为坟塚假说中，印欧人在公元前4000年—1000年期间的迁移的情况。虚箭头表示的“安纳托利亚迁移”的路线可能经过高加索地区或巴尔干半岛。粉色表示的范围为假设的原住地（Urheimat），包括萨马拉文化及斯莱德涅斯多格文化。红色表示的是操印欧语的族群在公元前约2500年可能已定居的地区，橙色表示的是前1000年左右的情形。

針對亞歐各種不同的語言，18世紀威廉·瓊斯爵士首先提岀“原始印歐語”的存在。他發現當時歐洲人已知最古老的語言其中四種拉丁語、希臘語、梵語和波斯語之間有相似之處。後來19世紀初德國学者葆朴對此理論進行了系統的論證。19世紀時，學者通常將這系語言稱為“印度-日耳曼語系”，有時候也叫“雅利安語系”。但後來人們逐漸發現歐洲大多數語言與此都有關聯，名稱也轉變為「印歐語」，只有德語仍稱“印度-日耳曼語系”（德語：Indogermanische Sprachen）。一個明顯的例子是：梵語和立陶宛語及拉脫維亞語的古口語方言之間有很強的相似性。
這些語言共同的假想祖先稱作原始印歐語。關於這個語言的起始地（Urheimat），今日的學者同意兩种説法：一是黑海和里海北方的乾草原（見墳塚假說），二是安那托利亞。支持墳塚假說者將這種語言的時間推算在約公元前4000年左右；支持安納托利亞假説的將時間要再往前推好幾千年（見印度-赫梯語）。

### 分化
目前學界有兩套印歐語系的演化時間線：

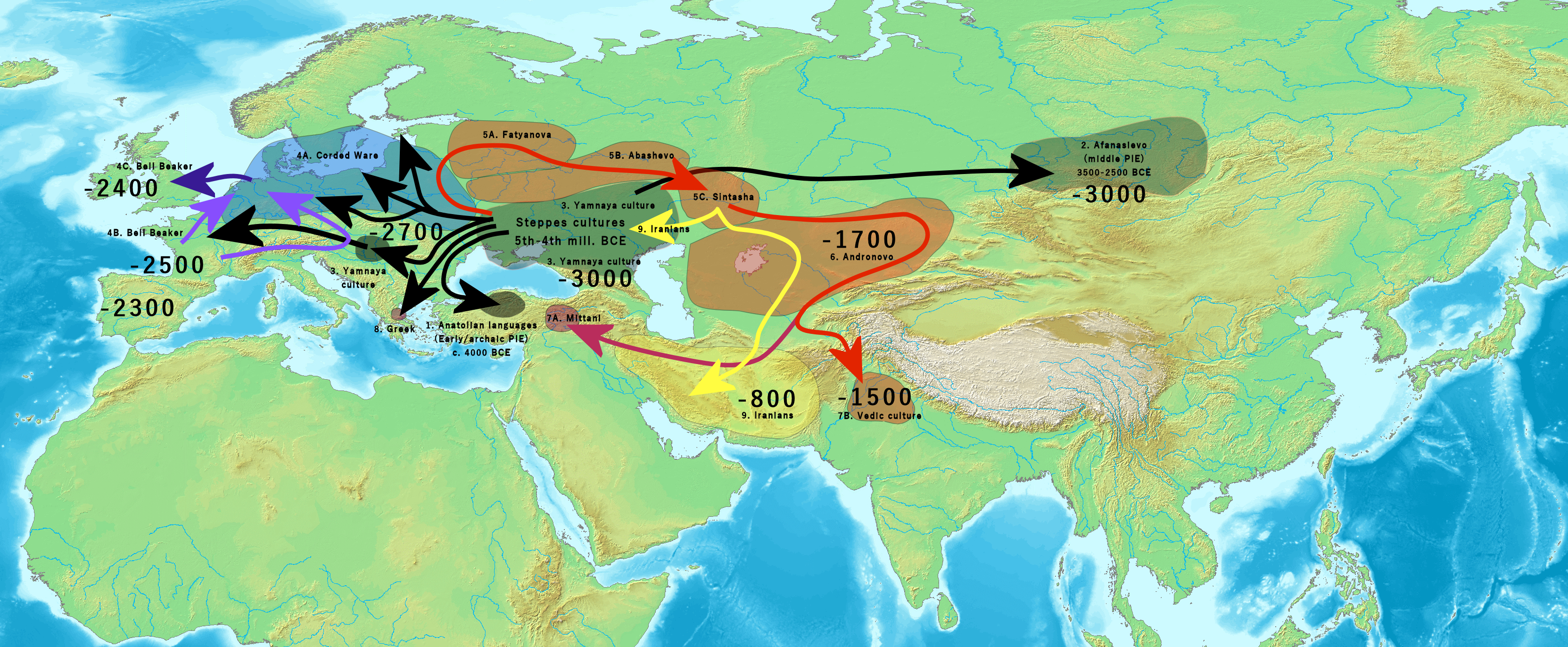
印歐語系相關文化的傳播。

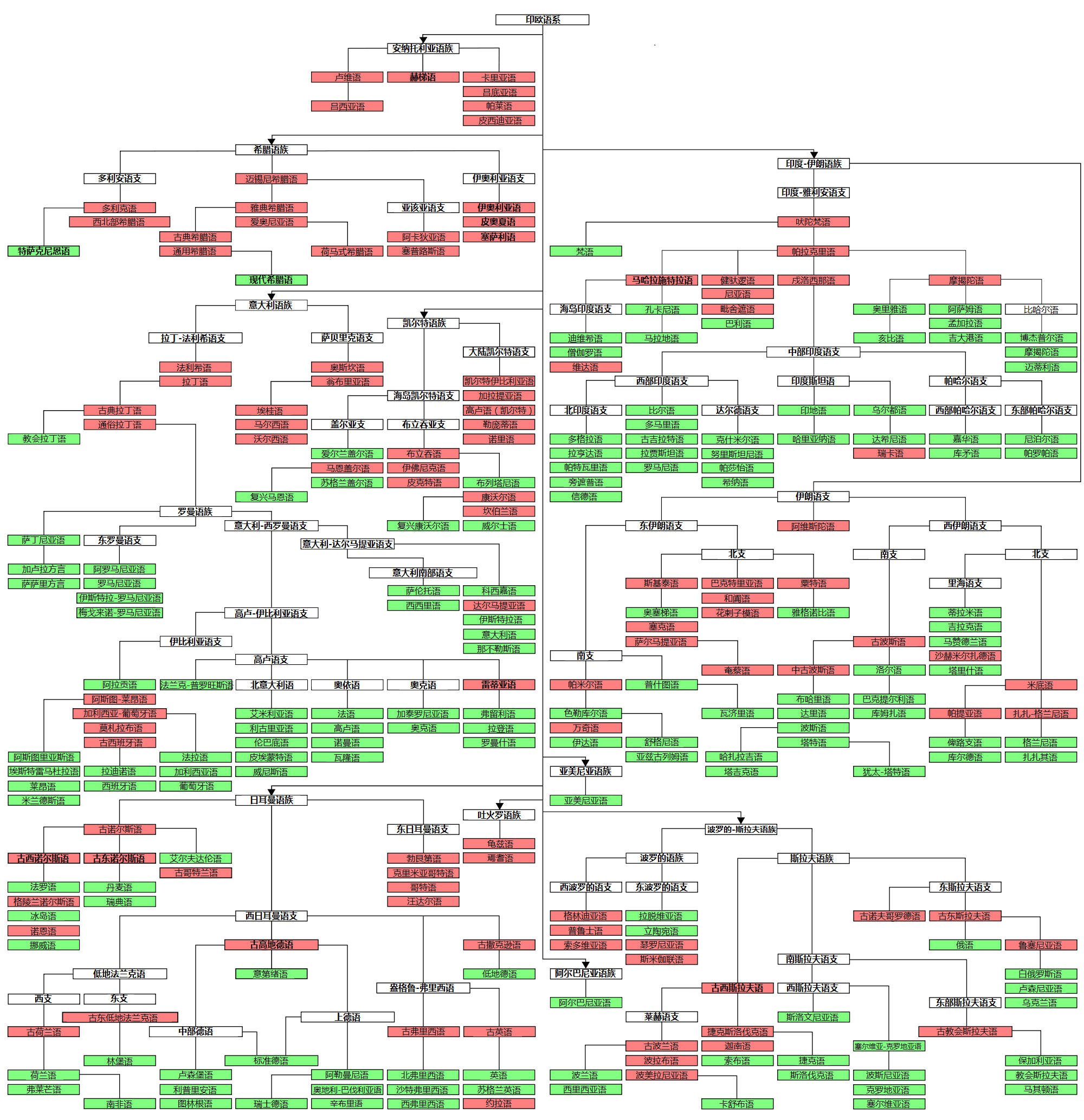
印欧语系语言关系图
红色为已灭绝的语言，白色为分类或未确认的語言

- Don Ringe 及 Tandy Warnow[12]：
  - 原始安那托利亞語，公元前3500年；
  - 原始吐火羅語族；
  - 原始意大利語族及原始凱爾特語族，公元前2500年之前；
  - 原始亞美尼亞語族及原始希臘語族，公元前2500年之後；
  - 原始日耳曼語族及原始波羅的-斯拉夫語族；[12]原始日耳曼語於公元500年左右；
- David Anthony[12]
  - 原始安那托利亞語族，公元前4200年；
  - 原始吐火羅語族，公元前3700年；
  - 原始日耳曼語族，公元前3300年；
  - 原始意大利語族及原始凱爾特語族，公元前3000年；
  - 原始亞美尼亞語族。公元前2800年；
  - 原始波羅的-斯拉夫語族，公元前2800年；
  - 原始希臘語族，公元前2500年；
  - 原始印度-伊朗語族，公元前2200年；兩者於公元1800年左右分化；

公元前1500年後，印歐語系的發展如下：
- 公元前1500年—1000年：北歐青銅時期期間，早期原始日耳曼語出現；骨灰瓮文化和哈爾施塔特文化在中歐合併，鐵器時期來臨；原始意大利語族民族遷入意大利半島；梨俱吠陀出現，吠陀文化在旁遮普興起；邁錫尼文明結束，希臘進入黑暗時代；赫梯帝國滅亡。
- 公元前1000年—500年：凱爾特語族在中歐和西歐傳播；今天波蘭至烏拉爾山脈一帶廣泛流通波羅的語族語言；[13]原始日耳曼語形成，古典時期開始；吠陀文化被印度列國時代取代；釋迦牟尼開始傳播佛教；瑣羅亞斯德著成《伽薩》；阿契美尼德王朝取代埃蘭和巴比倫比亞；原始意大利語族分裂爲奧斯坎-翁布里亞語支和古巴尔干语族；希臘字母和古意大利字母出現；古巴尔干语族在南歐傳播。
- 公元前500年—100年/公元年：古典時期，希臘語及拉丁語傳播至地中海地區；希臘化時期開始，希臘語傳播至中亞、興都庫什山脈、貴霜帝國、孔雀王朝。
- 公元前一世紀—公元500年：古典時代晚期；笈多王朝強盛；亞美尼亞語及原始斯拉夫語族出現；羅馬帝國時期，民族大遷徙開始，凱爾特語族地盤退縮至英倫三島；粟特語（屬東伊朗語支）成爲絲綢之路的通用語；安那托利亞語正式滅絕；
- 公元500年—1000年：中世紀前期；維京時代開始，古諾斯語傳播至斯堪的納維亞半島及英倫三島；吐火羅語族在突厥語的壓逼下滅絕；與此同時，斯基泰語（屬東伊朗語支）在國亡後僅有出逃的難民使用；斯拉夫語族在中歐、東歐和東南歐廣泛傳播，取代了巴爾幹半島的羅曼語，致使古巴尔干语族滅絕，僅有亞美尼亞語一支倖存至今。
- 公元1000年—1500年：中世紀晚期；阿爾巴尼亞語和波羅的語族的記錄出現。
- 公元1500年-2000年：現代；由於殖民主義，羅曼語族、日耳曼語族及斯拉夫語族诸语言傳播至世界各地。

|  |  |  |

### 原始語言重構
在重構原始印歐語的過程中，部分語言的參考資料相當重要：
- 吠陀梵語：該語忠實地記錄下了至公元前2000年（此时文字尚未被發明）的口頭傳統；最早的文獻都是詩歌，當中最重要及最古老的文獻是《梨俱吠陀》（公元前1500年）；
- 古希臘語：邁錫尼希臘語是最古老的希臘語，但是由於考古資料缺乏，以及其模棱兩可的書寫系統，學術界較少參考邁錫尼希臘語；荷馬時期開始（公元前750年），就有大量的古希臘語文獻；
- 赫梯語：該語擁有所有印歐語系語言中最古老的書寫文獻，並且由於安那托利亞語的分裂，該語與其他姊妹語言差別很大。赫梯語保留了大量原始印歐語元素，但是由於其模棱兩可的書寫系統，及早期音系和語法上的變化，學界較少認可該語的學術價值；

其他亦有一定重要性的語言有：
- 拉丁語：古典拉丁語（公元前200年至公元100年）時期出現了數量龐大的詩歌和散文，亦有一些公元前600年的古體拉丁語文獻；
- 哥特語：該語是日耳曼語族中，保留文獻最多的古語言；其他有學術價值的古日耳曼語還有：古英語（公元800年至1000年）、古高地德語（公元750年至1000年）、古諾斯語（公元1100年至1300年，亦發現有少數公元200年之前的該語書面文獻）；
- 阿維斯陀語：記錄相當稀少，但是由於其存古特徵，因此亦有一定價值；
- 現代立陶宛語，以及一些古立陶宛語書面文獻（公元1500年-1700年）；
- 古教會斯拉夫語（公元900年至1000年）。

其他有一定價值，但是卻記錄稀少的語言：
- 安那托利亞語族語言（公元前1400年至公元前400年）；
- 奧斯坎語等古意大利語族語言（公元前600年至公元前200年）；
- 古波斯語（公元500年）
- 古普魯士語（公元1350至1600年）：該語的存古特徵比立陶宛語還明顯。

其他有一定價值，但卻由於記錄不多，並且經歷廣泛音系變化，而學術價值大打折扣的語言：
- 古愛爾蘭語（公元700年至850年）
- 吐火羅語族（公元500年至800年）：該語經歷了大規模的音系轉變，並且幾乎重構了語法變位系統；
- 經典亞美尼亞語（公元400年至1000年）；
- 阿爾巴尼亞語（公元1450年至今）。

## 使用情況
印歐語系是全球約32億人口的母語，是世界上最大的語系。全球母語者最多的20種語言中，印歐語系就獨佔10種，分別是西班牙語、英語、印度斯坦语、葡萄牙語、孟加拉语、俄語、旁遮普語、德語、法语和馬拉地語，這10種語言就已經擁有17億母語人口。另外，全球仍有數量更加龐大的人口以印歐語系語言爲外語或第二語言，英語獨立一支語言就已經擁有6億至10億的第二語言人口。以下展示各語族的使用人口及其影響力：
- 凱爾特語族：接近 350 萬人使用（多爲第二語言）

| 語言         | 使用人口 | 官方語言地位                        |
| ------------ | -------- | ----------------------------------- |
| 愛爾蘭語     | 200萬    | 國家： 愛爾蘭                       |
| 威爾士語     | 100萬    | 地區： (英國)                       |
| 布列塔尼語   | 35萬     | 法定少數族裔語言： 法國布列塔尼半島 |
| 蘇格蘭蓋爾語 | 9萬      | 法定少數族裔語言： 苏格兰 加拿大    |

- 日耳曼語族：母語 5.15 億，共計 20 億（母語、第二語言）

| 語支         | 語言   | 母語人口  | 使用人口（L1+L2） | 官方語言地位                                                                                   |
| ------------ | ------ | --------- | ----------------- | ---------------------------------------------------------------------------------------------- |
| 西日耳曼語支 | 英語   | 3億6700萬 | 12億6800萬        | 55個國家、27個地區（參見本列表）                                                               |
| 西日耳曼語支 | 德語   | 1億500萬  | 1億3150萬         | 國家： 德国 奥地利 列支敦斯登 瑞士 盧森堡 比利时 地區： 南蒂罗尔 巴西13個市鎮 波蘭31個雙語社區 |
| 西日耳曼語支 | 荷蘭語 | 2400萬    | 2900萬            | 國家： 比利时 荷蘭 苏里南 地區： 阿鲁巴 荷屬聖馬丁                                             |
| 西日耳曼語支 | 南非語 | 720萬     | 1500萬-2300萬     | 國家： 南非 法定少數族裔語言： 纳米比亚                                                        |
| 北日耳曼語支 | 瑞典語 | 1000萬    | 1300萬            | 國家： 瑞典 芬兰 地區： 奥兰                                                                   |
| 北日耳曼語支 | 丹麥語 | 600萬     | 600萬             | 國家： 丹麦 地區： 法罗群岛 格陵兰 (2009年之前，現仍作爲政府語言) 法定少數族裔語言： 德国      |
| 北日耳曼語支 | 挪威語 | 532萬     | 532萬             | 國家： 挪威                                                                                    |

- 羅曼語族：母語 9 億人，共計 12 億人（母語、第二語言）

| 語言         | 母語人口  | 使用人口（L1+L2） | 官方語言地位                                                                                                   |
| ------------ | --------- | ----------------- | --- |
| 西班牙語     | 4億6300萬 | 5億3790萬         | 21個國家、一個地區（參見此列表）                                                                               |
| 法語         | 7730萬    | 2億7660萬         | 29個國家、10個地區（參見此列表）                                                                               |
| 葡萄牙語     | 2億2790萬 | 2億5220萬         | 國家： 巴西 安哥拉 莫桑比克 葡萄牙 东帝汶 赤道几内亚 聖多美和普林西比 地區： 澳門                              |
| 意大利語     | 6460萬    | 6770萬            | 國家： 義大利 瑞士 圣马力诺 梵蒂冈 地區：克羅地亞伊斯特拉縣 法定少數族裔語言：克羅地亞、斯洛文尼亚             |
| 羅馬尼亞語   | 2430萬    | 2430萬            | 國家： 羅馬尼亞 摩尔多瓦 地區： 自治省 (塞爾維亞) 法定少數族裔語言：匈牙利、烏克蘭                             |
| 加泰羅尼亞語 | 410萬     | 超過1000萬        | 國家： 安道尔 地區（西班牙）： 加泰罗尼亚 巴伦西亚 法定少數族裔語言： (西班牙) 意大利阿爾蓋羅 法國東比利牛斯省 |

- 波羅的語族：接近 500 萬人使用（母語、第二語言）

| 語言       | 使用人口 | 官方語言地位                     |
| ---------- | -------- | -------------------------------- |
| 立陶宛語   | 300萬    | 國家： 立陶宛 少數族裔語言：波蘭 |
| 拉脫維亞語 | 175萬    | 國家： 拉脫維亞                  |

- 斯拉夫語族：母語接近 3 億人，共計超過 4 億人（母語、第二語言）

| 語支         |                     | 語言         | 母語人口    | 使用人口 (L1+L2) | 官方語言地位 |
| ------------ | ------------------- | ------------ | ----------- | ---------------- | --- |
| 東斯拉夫語支 | 東斯拉夫語支        | 俄語         | 1億5356萬   | 2億5800萬        | 國家： 俄羅斯 白俄羅斯 族際通用語： 地區： 克里米亞共和國 (烏克蘭) 摩爾多瓦加告茲 有爭議國家： 德涅斯特河沿岸 阿布哈茲 南奥塞梯                                                 |
| 東斯拉夫語支 | 東斯拉夫語支        | 烏克蘭語     | 3500萬      | 4000萬           | 國家： 乌克兰 有爭議國家： 德涅斯特河沿岸 地區： 克里米亞共和國 (烏克蘭) 法定少數族裔語言：白俄羅斯、波黑、克羅地亞、捷克、匈牙利、摩爾多瓦、波蘭、羅馬尼亞、塞爾維亞、斯洛伐克 |
| 東斯拉夫語支 | 東斯拉夫語支        | 白俄羅斯語   | 250萬       | 780萬            | 國家： 白俄羅斯 地區： 波蘭 5 個雙語社區 法定少數族裔語言：捷克、烏克蘭 |
| 西斯拉夫語支 | 波蘭語              | 波蘭語       | 4500萬      | 5000萬           | 國家： 波蘭 法定少數族裔語言： 捷克、匈牙利、立陶宛、斯洛伐克、烏克蘭 |
| 西斯拉夫語支 | 捷克-斯洛伐克語     | 捷克語       | 1070萬      | 1070萬           | 國家： 捷克 法定少數族裔語言：奧地利、波黑、克羅地亞、波蘭、羅馬尼亞、斯洛伐克                                                                                                  |
| 西斯拉夫語支 | 捷克-斯洛伐克語     | 斯洛伐克語   | 520萬       | 520萬            | 國家： 斯洛伐克 法定少數族裔語言：波蘭、匈牙利 |
| 南斯拉夫語支 | 保加利亞語          | 保加利亞語   | 800萬-900萬 | 800萬-900萬      | 國家： 保加利亚 法定少數族裔語言：捷克、匈牙利、摩爾多瓦、烏克蘭、塞爾維亞、羅馬尼亞、阿爾巴尼亞                                                                                |
| 南斯拉夫語支 | 馬其頓語            | 馬其頓語     | 140萬-350萬 | 140萬-350萬      | 國家： 北馬其頓 法定少數族裔語言：阿爾巴尼亞、波黑、羅馬尼亞、塞爾維亞 |
| 南斯拉夫語支 | 斯洛文尼亞語        | 斯洛文尼亞語 | 250萬       | 250萬            | 國家： 斯洛維尼亞 法定少數族裔語言：意大利、奧地利 |
| 南斯拉夫語支 | 塞爾維亞-克羅地亞語 | 克羅地亞語   | 560萬       | 560萬            | 國家： 地區： 自治省 (塞爾維亞) 奧地利布爾根蘭州 法定少數族裔語言：黑山、斯洛伐克、匈牙利、意大利                                                                               |
| 南斯拉夫語支 | 塞爾維亞-克羅地亞語 | 塞爾維亞語   | 800萬       | 800萬            | 國家： 塞爾維亞 有爭議國家： 科索沃 法定少數族裔語言：克羅地亞、黑山、匈牙利、斯洛伐克、捷克、馬其頓、羅馬尼亞                                                                  |
| 南斯拉夫語支 | 塞爾維亞-克羅地亞語 | 波斯尼亞語   | 200萬-300萬 | 200萬-300萬      | 國家： 蒙特內哥羅 有爭議國家： 科索沃 法定少數族裔語言： 塞爾維亞、克羅地亞、馬其頓、斯洛文尼亞                                                                                 |
| 南斯拉夫語支 | 塞爾維亞-克羅地亞語 | 黑山語       | 23萬        | 23萬             | 國家： 蒙特內哥羅 法定少數族裔語言：波黑 |

- 阿爾巴尼亞語族：750萬人使用（母語、第二語言）

| 語言         | 使用人口 | 官方語言地位 |
| ------------ | -------- | --- |
| 阿爾巴尼亞語 | 750萬    | 國家： 阿尔巴尼亚 北馬其頓 蒙特內哥羅有爭議國家： 科索沃 法定少數族裔語言：意大利、塞爾維亞、克羅地亞、羅馬尼亞 |

- 希臘語族：1200萬人使用（母語、第二語言）

| 語言   | 使用人口 | 官方語言地位                                                                                  |
| ------ | -------- | --------------------------------------------------------------------------------------------- |
| 希臘語 | 1200萬   | 國家： 希腊 賽普勒斯 法定少數族裔語言：阿爾巴尼亞、亞美尼亞、匈牙利、意大利、羅馬尼亞、土耳其 |

- 亞美尼亞語族：670萬人使用（母語、第二語言）

| 語言       | 使用人口 | 官方語言地位                                                                                             |
| ---------- | -------- | --- |
| 亞美尼亞語 | 670萬    | 國家： 亞美尼亞 地區： 阿尔察赫共和国 法定少數族裔語言：塞浦路斯、匈牙利、伊拉克、波蘭、羅馬尼亞、烏克蘭 |

- 印度-伊朗語族：母語超過 11.3 億，共計超過 17.2 億（母語、第二語言）

| 語支            | 語言       | 母語人口  | 使用人口（L1+L2） | 官方語言地位 |
| --------------- | ---------- | --------- | ----------------- | --- |
| 伊朗語支        | 波斯語     | 7000萬    | 1.11億            | 國家： 伊朗 (波斯語) 阿富汗 (達利語) (塔吉克語) |
| 伊朗語支        | 普什圖語   | 4000萬    | 4000萬            | 國家： 阿富汗 法定少數族裔語言：開伯爾-普什圖省 (巴基斯坦)、俾路支省 (巴基斯坦)                                                                        |
| 伊朗語支        | 庫爾德語   | 2100萬    | 2100萬            | 國家： 伊拉克 地區： 伊拉克库尔德斯坦、羅賈瓦 (伊拉克） 法定少數族裔語言：亞美尼亞                                                                     |
| 印度-雅利安語支 | 印地語     | 3億4200萬 | 6億3730萬         | 國家： 印度 邦（印度）：德里、比哈爾邦、恰蒂斯加爾邦、哈里亚纳邦、喜馬偕爾邦、賈坎德邦、中央邦、米佐拉姆邦、拉賈斯坦邦、北方邦、北阿坎德邦、西孟加拉邦 |
| 印度-雅利安語支 | 孟加拉語   | 2億2850萬 | 2億6520萬         | 國家： 印度（憲法第8號附表） 邦（印度）：西孟加拉邦、特里普拉邦、阿萨姆邦                                                                              |
| 印度-雅利安語支 | 烏爾都語   | 5900萬    | 1億7060萬         | 國家： 巴基斯坦 印度（憲法第8號附表） 邦（印度）：查谟和克什米尔邦、德里、比哈爾邦、北方邦、賈坎德邦、西孟加拉邦、泰伦加纳邦                           |
| 印度-雅利安語支 | 马拉地语   | 8310萬    | 9530萬            | 國家： 印度（憲法第8號附表） 邦（印度）：馬哈拉施特拉邦、果阿邦、達德拉-納加爾哈維利和達曼-第烏                                                        |
| 印度-雅利安語支 | 旁遮普語   | 8280萬    | 8280萬            | 國家： 印度（憲法第8號附表） 邦（印度）：旁遮普邦、哈里亚纳邦、德里、西孟加拉邦                                                                        |
| 印度-雅利安語支 | 古吉拉特语 | 5650萬    | 6070萬            | 國家： 印度（憲法第8號附表） 邦（印度）：古加拉特邦、達德拉-納加爾哈維利和達曼-第烏                                                                    |
| 印度-雅利安語支 | 拉贾斯坦语 | 5000萬    | 5000萬            | 暫無 |
| 印度-雅利安語支 | 博杰普爾語 | 5240萬    | 5240萬            | 國家： 斐济（斐濟印地語） 邦（印度）：賈坎德邦 |
| 印度-雅利安語支 | 奥里亚语   | 3900萬    | 3900萬            | 國家： 印度（憲法第8號附表、古典語言） 邦（印度）：奧里薩邦 法定少數族裔語言：賈坎德邦、西孟加拉邦                                                     |
| 印度-雅利安語支 | 邁蒂利語   | 3390萬    | 3390萬            | 國家： 印度（憲法第8號附表） 邦（印度）：賈坎德邦 |
| 印度-雅利安語支 | 信德語     | 2460萬    | 2460萬            | 國家： 印度（憲法第8號附表） 省（巴基斯坦）：信德省 |
| 印度-雅利安語支 | 尼泊爾語   | 1600萬    | 2500萬            | 國家： 尼泊尔 印度（憲法第8號附表） 邦（印度）：西孟加拉邦、錫金邦                                                                                     |
| 印度-雅利安語支 | 僧伽羅語   | 1700萬    | 2000萬            | 國家： 斯里蘭卡 |
| 印度-雅利安語支 | 阿薩姆語   | 1530萬    | 1530萬            | 國家： 印度（憲法第8號附表） 邦（印度）：阿薩姆邦 |

## 非印歐語系的歐洲與高加索語言
大多數歐洲語言屬於印歐語系，也有一些獨立在外。
- 乌拉尔语系：匈牙利語、芬蘭語、愛沙尼亞語、薩米語等
- 突厥語系：土耳其語、亞塞拜然語、加告茲語、克里米亞韃靼語等
- 南高加索語系：格魯吉亞語、明格列爾語、斯凡語、拉茲語等
- 東北高加索語系：車臣語、印古什語、阿瓦爾語等
- 西北高加索語系：阿布哈茲語、卡巴爾達語等
- 亞非語系：馬耳他語等
- 蒙古語系：卡爾梅克語
- 孤立語言：巴斯克語

## 與其他語系的關係
- 印歐-南島語系（英语：Indo-Austronesian languages）
- 印歐-閃米特語系（英语：Indo-Semitic languages）
- 印歐-烏拉爾語系（英语：Indo-Uralic languages）
- 漢藏－印歐語系

## 參閱
- 印歐語系詞
- 印歐語元音變換
- 印歐語語音定律
- 印歐語語音定律概覽

## 外部連結
- Browse by Language Family-Ethnologue（页面存档备份，存于）
- 印欧语系诸语种列表